# AU Microscopii
Désignations
AU Microscopii (en abrégé AU Mic) est une petite étoile située à 31,68 années-lumière (9,71 parsecs) du Soleil, soit 8 fois plus loin que les étoiles les plus proches. Sa magnitude apparente visuelle est de 8,73, ce qui est trop faible pour qu'elle soit visible à l’œil nu. Elle a reçu cette désignation car elle est située dans la constellation australe du Microscope et est une étoile variable. AU Microscopii possède un disque circumstellaire (disque de débris) et au moins une planète (AU Microscopii b).

## Propriétés stellaires

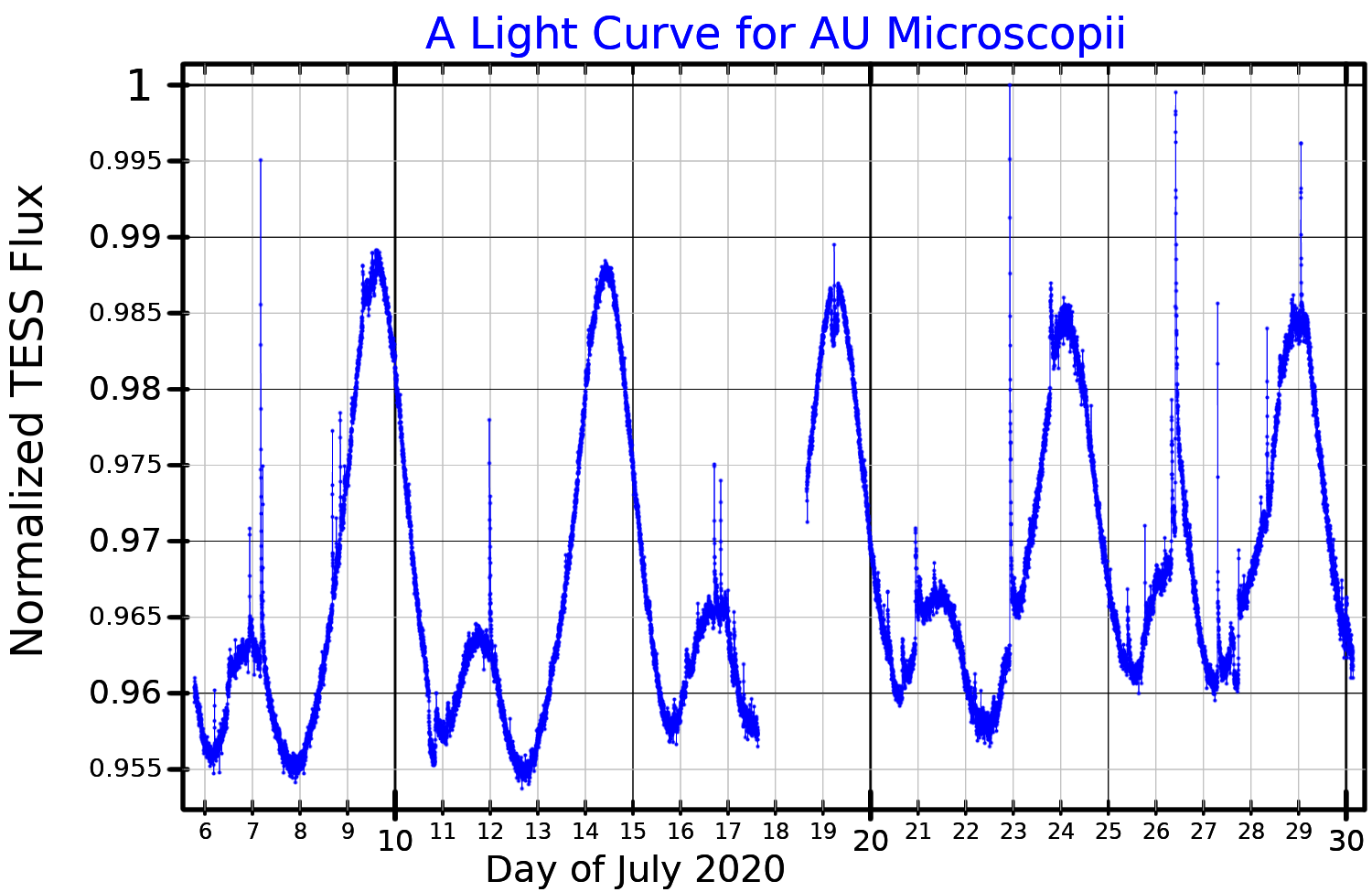
Courbe de lumière de AU Microscopii, obtenue à partir des données du satellite TESS.

AU Mic est une jeune étoile âgée de seulement de 12 millions d'années, soit moins de 1 % de l'âge du Soleil. Avec un type spectral M1 Ve, c'est une naine rouge avec un rayon physique égal à 60 % de celui du Soleil. Bien que sa masse soit supérieure à la moitié de celle du Soleil,, sa luminosité vaut seulement 9 % celle du Soleil. Cette énergie est émise par l'atmosphère externe de l'étoile à une température effective de 3 730 K, lui donnant la couleur froide rouge-orangée d'une étoile de type M. AU Microscopii est membre du groupe mouvant de Beta Pictoris, et elle pourrait être liée gravitationnellement au système binaire AT Microscopii.
AU Microscopii a été observée dans tous les domaines du spectre électromagnétique, de la radio jusqu'aux rayons X et elle est connue pour avoir une activité éruptive à toutes ces longueurs d'onde,,,. Son caractère éruptif a été identifié en 1973,. En plus de ces éruptions aléatoires, il y a une variation presque sinusoïdale de sa luminosité avec une période de 4,865 jours. L'amplitude de cette variation change lentement au cours du temps. La variation de luminosité en bande V était d'environ 0,3 magnitude en 1971 ; en 1980, elle était de presque 0,1 magnitude.

## Disque de débris

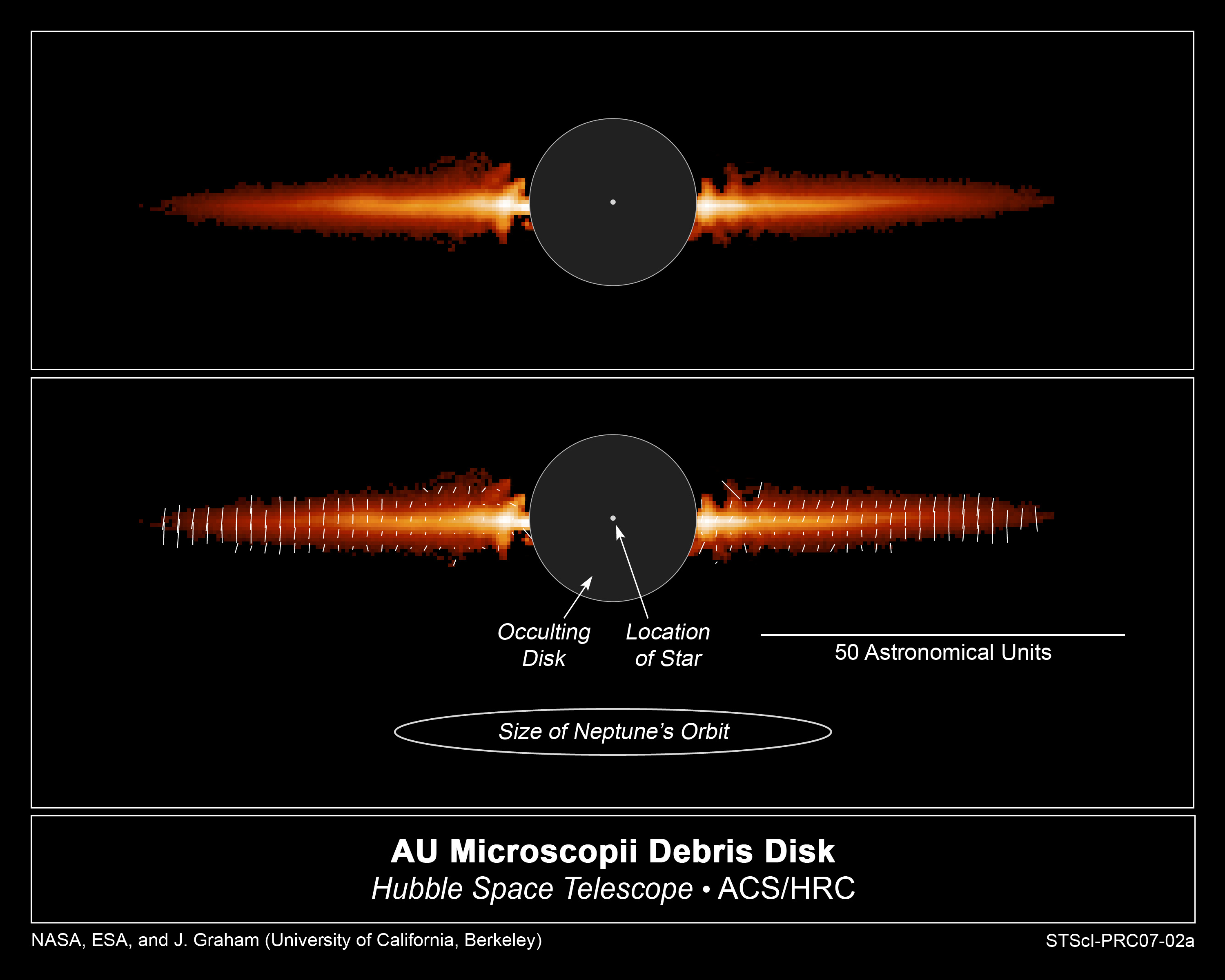
Image du télescope spatial Hubble du disque de débris autour de AU Microscopii.

AU Microscopii possède un disque de poussières, résolu pour la première fois aux longueurs d'onde optiques en 2003 par Paul Kalas et ses collaborateurs avec le télescope de 2,2 m de l'université d'Hawaï sur le Mauna Kea à Hawaï. Ce grand disque de débris est vu par la tranche depuis la Terre et mesure au moins 50 ua de rayon. À ces grandes distances de l'étoile, la durée de vie de la poussière du disque dépasse l'âge actuel de AU Microscopii. Le disque a un rapport massique gaz sur poussières ne dépassant pas 6:1, beaucoup plus faible que la valeur primordiale habituellement retenue de 100:1. Le disque de débris est donc classé comme pauvre en gaz. La quantité totale de poussières visible dans le disque est estimée à au moins une masse lunaire, tandis que la masse des plus grands planétésimaux d'où provient la poussière est évaluée à au moins six masses lunaires.
La distribution spectrale d'énergie du disque de débris de AU Microscopii aux longueurs d'onde submillimétriques indique la présence d'un trou à l'intérieur du disque s'étendant jusqu'à 17 ua, tandis que des images de la lumière diffusée permettent d'estimer le rayon du trou interne à 12 ua. En combinant la distribution spectrale d'énergie avec le profil de la brillance de surface, on obtient une estimation plus faible du rayon du trou interne, de 1 à 10 ua.
La partie interne du disque est asymétrique et montre une structure dans les 40 ua internes. La structure interne a été comparée à celle attendue si le disque avait été influencé par de gros corps ou avait subi une récente formation planétaire.
La brillance de surface (brillance par unité de surface) du disque dans le proche infrarouge {\displaystyle \scriptstyle I} en fonction de la distance projetée {\displaystyle \scriptstyle r} à l'étoile suit une forme caractéristique. La partie interne {\displaystyle \scriptstyle r\,<\,15AU} du disque apparait approximativement constante en densité et la luminosité est constante, plus ou moins plate. Autour de {\displaystyle \scriptstyle r\,\approx \,15AU} la densité et la brillance de surface commencent à décroître : tout d'abord elles décroissent lentement en fonction de la distance, en {\displaystyle \scriptstyle I\,\propto \,r^{-1.8}}; puis au-delà de {\displaystyle \scriptstyle r\,\approx \,43AU}, elles chutent beaucoup plus rapidement, en {\displaystyle \scriptstyle I\,\propto \,r^{-4.7}}. Cette forme en "loi puissance tronquée" est similaire à celle du profil du disque de β Pictoris.
En octobre 2015, des astronomes utilisant le Very Large Telescope (VLT) on reporté avoir détecté dans le disque des structures très inhabituelles se dirigeant vers l'extérieur. En comparant les images du VLT avec celles prises par le télescope spatial Hubble en 2010 et en 2011, il a été découvert que les structures en forme de vague s'éloignent de l'étoile à des vitesses allant jusqu'à 10 kilomètres par seconde. Les vagues les plus éloignées de l'étoile semblent de déplacer plus rapidement que celles qui sont plus proches, et aux moins trois de ces structures se déplacent assez rapidement pour échapper à l'attraction gravitationnelle de l'étoile.

## Système planétaire
La présence d'un trou interne et d'une structure asymétrique dans le disque de AU Microscopii a conduit de nombreux astronomes à chercher des planètes orbitant l'étoile. En 2007, aucune planète n'avait encore été détectée,.
En 2020, la méthode des transits met finalement en évidence l'existence d'une planète, dénommée AU Microscopii b. Elle a une période orbitale de 8,46 j, un demi-grand axe de 0,07 ua, un rayon de 0,4 RJ et une masse inférieure à 0,18 MJ.

## Méthodes d'observation

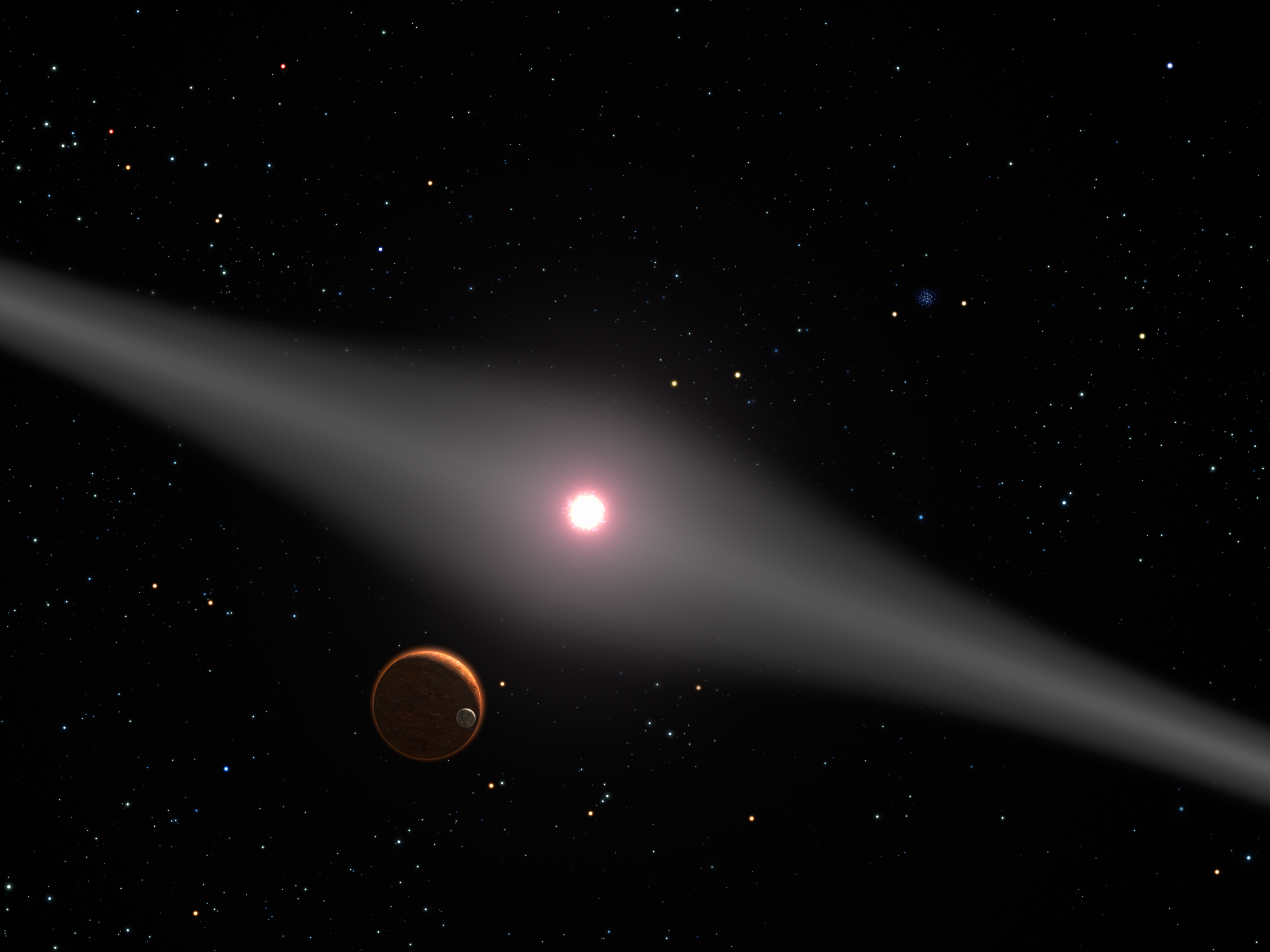
Impression artistique de AU Microscopii. Crédit : NASA/ESA/G. Bacon (STScI).

Le disque de AU Mic a été observé à plusieurs longueurs d'onde différentes, fournissant aux chercheurs plusieurs types d'information sur le système. La lumière du disque observée aux longueurs d'onde optiques est de la lumière stellaire qui a été réfléchie (diffusée) par les particules de poussières en direction de la Terre. Les observations à ces longueurs d'onde utilisent un masque coronographique pour bloquer la lumière vive issue directement de l'étoile. De telles observations fournissent des images à haute résolution du disque. Du fait que la lumière de longueur d'onde supérieure à la taille d'un grain de poussière est très peu diffusée, la comparaison d'images à différentes longueurs d'onde (visible et proche infrarouge, par exemple) fournit des informations sur les tailles des grains de poussières dans le disque.
Les observations optiques ont été faites avec le télescope spatial Hubble et les télescopes Keck. Le système a également été observé en infrarouge et aux longueurs d'onde sub-millimétriques. Le rayonnement est émis directement par les grains de poussières du fait de leur chaleur interne (rayonnement du corps noir modifié). Le disque ne peut être résolu à ces longueurs d'onde, par conséquent ces observations sont des mesures de la quantité de lumière issue du système entier. Des observations à des longueurs d'onde croissantes fournissent des informations sur les particules de poussières de plus grandes tailles et à de plus grandes distances de l'étoile. Ces observations ont été faites avec le James Clerk Maxwell Telescope et le télescope spatial Spitzer.